# Mahmud Shammam
Mahmud Shammam ist ein libyscher Politiker und Journalist. Er agierte als Informationsminister und Pressesprecher des Nationalen Übergangsrates. Er gilt als Gründer des in Doha ansässigen privaten TV-Senders Libya TV.
Mahmoud Shammam lebte 34 Jahre in den USA. er gehörte zur Exil-Opposition gegen Muammar al-Gaddafi.  Er war Vorstandsmitglied von Al Jazeera und brachte die arabische Version der Zeitschrift Foreign Affairs heraus. Er ist Mitglied des American Think Tank Carnegie. Shammam kehrte zwei Monate nach dem Sturz der Regierung vom 17. Februar 2011 zurück und trat bald als Informationsminister des Übergangsrates in die Exekutive ein.